# Żanna Kadyrowa
Żanna Kadyrowa (ukr. Жанна Ельфатівна Кадирова; ur. 1981 w Browarach) – ukraińska rzeźbiarka i malarka.

## Życiorys
Ukończyła Narodową Akademię Sztuk Pięknych im. Tarasa Szewczenki w Kijowie w 1999 roku. Należy do grupy artystycznej R.E.P. oraz punkowej grupy Penoplast (lub Pinoplast). Większość jej wystaw była prezentowana na Ukrainie i w Rosji. W Polsce swoje prace wystawiała m.in. w Zachęcie, Galerii Arsenał w Białymstoku. W 2016 roku jej prace znalazły się w paryskim Centre Georges Pompidou. Pracuje i mieszka w Kijowie. Jej pracownia znajduje się w galerii miejskiej Ławra. 

## Nagrody
- nagroda Pińczuka  – pierwsza nagroda specjalna (2011)[9][4]
- nagroda im. Siergieja Kurjokina (2012)[2]
- nagroda im. Kazimierza Malewicza (2012)[3]
- nagroda Pińczuka – nagroda główna (2013)[10]
- Future Generation Art Prize(inne języki) – nagroda specjalna (2014)[7]
- nagroda Miami Pulse (2018)[6]

## Twórczość

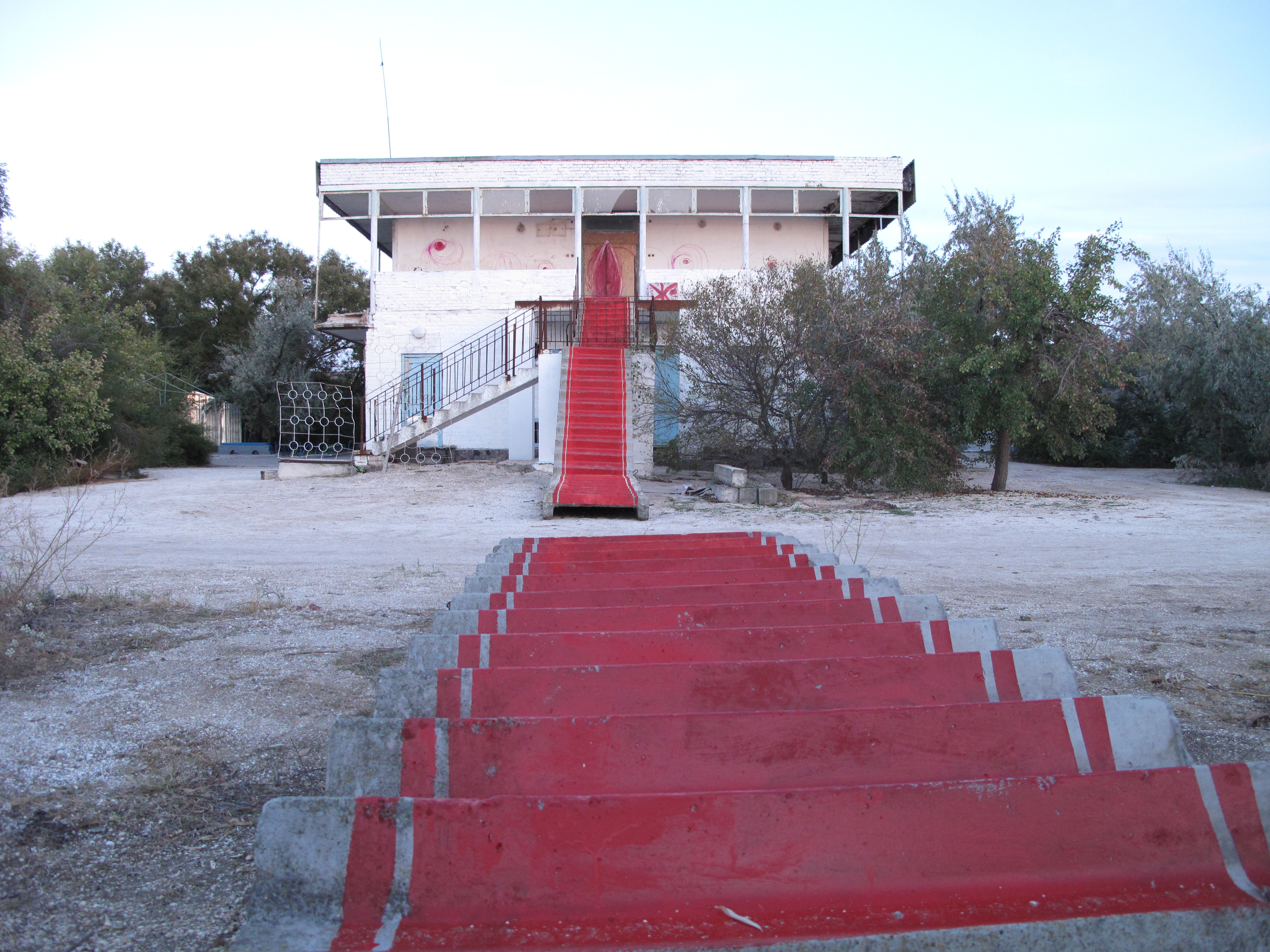
Instalacja Червона доріжка (Czerwony dywan, 2013)

Zajmuje się równie rzeźbą, instalacjami, ale także malarstwem, fotografią i architekturą. Swoje prace tworzy z różnych materiałów, m.in.: cementu, gontu, płytek ceramicznych, asfaltu (jej asfaltową kulę umieszczono przy wejściu do Muzeum Sztuki Nowoczesnej w Warszawie). Tematem jej dzieł jest często miasto. Jej prace niejednokrotnie pojawiają się w przestrzeni publicznej.
Wybrane dzieła:
- projekt Tablica honorowa (2003)[11]
- rzeźba Pomnik nowego pomnika w Szarogrodzie (2009)[11][2]
- kolaż z gazet na wystawę Hope! w 1. rocznicę aneksji Krymu przez Rosję (2015)[13]
- rzeźba Ryza (2016)[11]
- projekt The Market na targach sztuki ART Monte Carlo w Monako (2017)[14]